# Icerya bimaculata
Icerya bimaculata är en insektsart som beskrevs av De 1959. Icerya bimaculata ingår i släktet Icerya och familjen pärlsköldlöss.
Artens utbredningsområde är Kenya. Inga underarter finns listade i Catalogue of Life.